# Torneo de Iquique 1980
El Torneo de Iquique 1980 corresponde a un cuadrangular de característica internacional realizado en el nortino puerto de Iquique. Se realizó en el Estadio Municipal de Iquique durante el mes de febrero, contando con la participación de los equipos chilenos Palestino, Unión Española y Deportes Iquique y el argentino Atlanta. 
Fue ganado por Palestino. 

## Datos de los equipos participantes
| Equipo           | Calidad |
| ---------------- | --- |
| Deportes Iquique | Anfitrión y campeón de la Segunda División de Chile 1979 (Primera B)                                                            |
| Unión Española   | Invitado y tercero en la Primera División de Chile 1979                                                                         |
| Palestino        | Invitado y octavo lugar en la Primera División de Chile 1979                                                                    |
| Atlanta          | Invitado y noveno en el Grupo B del Metropolitano y último de la Liguilla del Descenso de la Primera División de Argentina 1979 |

### Modalidad
El torneo se jugó bajo el sistema de eliminación directa, en dos fechas, la primera fecha tiene el carácter clasificatorio de tal forma que los dos equipos ganadores se enfrentan en la final, resultando campeón aquel que gane, por otra parte los dos equipos que resultaron perdedores en la primera fecha definen el tercer y cuarto lugar

## Partidos

### Semifinales
| 9 de febrero de 1980 | Palestino | 2:0 | Atlanta | Estadio Municipal de Iquique, Iquique |  |

| 9 de febrero de 1980 | Unión Española | 3:0 | Deportes Iquique | Estadio Municipal de Iquique, Iquique |  |

### Tercer lugar
| 10 de febrero de 1980                                                                                            | Deportes Iquique | 0:0 | Atlanta | Estadio Municipal de Iquique, Iquique |  |
| En la definición a penales, en la primera ronda empataron 5 – 5, en segunda ganó Atlanta 5 – 4, en total 10 – 9. |                  |     |         |                                       |  |

### Final
| 10 de febrero de 1980 | Palestino | 2:0 | Unión Española | Estadio Municipal de Municipal, Iquique |  |

## Campeón
| Chile     |
| Palestino |